# Cis dunedinensis
Cis dunedinensis es una especie de coleóptero de la familia Ciidae.

## Distribución geográfica
Habita en Florida y Cuba.